# Dejan Žemva
Dejan Žemva, né le 8 octobre 1982 à Bled en Slovénie, est un joueur professionnel slovène de hockey sur glace qui évolue au poste de centre au Boxers de Bordeaux.

## Statistiques
Pour la signification des abréviations, voir statistiques du hockey sur glace